# The Advocate (ER)
The Advocate is de zeventiende aflevering van het negende seizoen van de televisieserie ER, die voor het eerst werd uitgezonden op 13 maart 2003.

## Verhaal
Dr. Weaver moet onder druk van wethouder Bright zijn homovriend behandelen voor Syfilis. Hij wil dat zij dit uit de boeken houdt en nadat zij hem een spuit met penicilline geeft krijgt de patiënt een allergische reactie en overlijdt uiteindelijk hieraan. Omdat zij dit buiten de boeken hield is zij nu genoodzaakt om haar fout te verbloemen. 
Dr. Romano krijgt van dr. Anspaugh te horen dat hij ontheven wordt van zijn functie als stafchef, dr. Weaver wordt zijn opvolgster. 
Dr. Carter twijfelt of hij verder moet gaan met de relatie met Lockhart, uiteindelijk leeft hun relatie weer op.
Dr. Kovac heeft een uitzonderlijke manier gevonden om van zijn demonen af te komen, in plaats van een sessie bij een psychiater houdt hij een sessie bij een prostituee. 

## Rolverdeling

### Hoofdrollen
- Noah Wyle - Dr. John Carter
- Frances Sternhagen - Millicent Carter
- Laura Innes - Dr. Kerry Weaver
- Alex Kingston - Dr. Elizabeth Corday
- Goran Višnjić - Dr. Luka Kovac
- Sherry Stringfield - Dr. Susan Lewis
- Ming-Na - Dr. Jing-Mei Chen
- Paul McCrane - Dr. Robert Romano
- Michael B. Silver - Dr. Paul Myers
- John Aylward - Dr. Donald Anspaugh
- Maura Tierney - verpleegster Abby Lockhart
- Laura Cerón - verpleegster Chuny Marquez
- Yvette Freeman - verpleegster Haleh Adams
- Lucy Rodriguez - verpleegster Bjerke
- Montae Russell - ambulancemedewerker Dwight Zadro
- Michelle Bonilla - ambulancemedewerker Christine Harms
- Emily Wagner - ambulancemedewerker Doris Pickman
- Sharif Atkins - Michael Gallant
- Troy Evans - Frank Martin

### Gastrollen (selectie)
- Josh Radnor - Keith
- Marina Malota - Molly
- Ely Pouget - Mrs. Banks
- Sam Vlahos - Pablo
- Bruce Weitz - wethouder John Bright
- Rick Almada - leprechaun
- Perry Anzilotti - Perry
- Deena Dill - Kristy
- Mae Hi - Harriet